# Cardenales de Lara
Los Cardenales de Lara es un equipo de béisbol perteneciente a la Liga Venezolana de Béisbol Profesional en Venezuela, que tiene como sede el Estadio Antonio Herrera Gutiérrez de Barquisimeto. Desde su nacimiento, en 1942 en la ciudad de Carora, como Cardenales de Carora, el color distintivo de la divisa es el rojo, por lo que la afición se ha ganado apodos como «Los Crepusculares» y «Los Pájaros Rojos».

## Historia
El equipo fue fundado en 1942 por Amábilis Mendoza y Medardo Oviedo, en la ciudad de Carora. Los altos costos para mantener el equipo los hacen buscar la ayuda económica de Antonio Herrera Gutiérrez. En 1944, Antonio Herrera Gutiérrez se queda definitivamente con el equipo. En su etapa amateur sus contrincantes en Carora fueron: Buenos Aires, Torrellas BBC, Choferes y Liceo; luego en Lara sus contrincantes fueron: Tocuyo, Japón y América.
En 1962 debutan en la Liga Occidental, la cual termina de existir un año después, ante el trabuco que formó Cardenales, el cual era muy superior para los equipos existentes en el momento.
Ya en 1964, Cardenales de Lara pasa a formar parte de la Liga Venezolana de Béisbol Profesional, conjuntamente con los Tigres de Aragua, que fue el otro equipo de expansión. Cuando muere trágicamente Don Antonio Herrera en un accidente aéreo, funge como Presidente el doctor Ramón Zubillaga y se designa como gerente administrador del equipo a Emilio Ramón Castillo, más conocido como Don Emilio, quien por varios años llevaría las riendas del equipo supliendo ese gran vacío. Hasta el presente, los Cardenales de Lara han venido jugando en el Estadio Barquisimeto (actualmente Estadio Antonio Herrera Gutiérrez) de esa ciudad, luego de jugar al principio en el estadio Daniel 'Chino' Canónico y alternativamente en su natal Carora (cuyo estadio también fue bautizado como Antonio Herrera Gutiérrez).

### Comienzo
El advenimiento del béisbol a Carora se produce aproximadamente en 1919, de la mano del doctor Ramón Pompilio Oropeza, y en poco tiempo surgieron los dos primeros equipos, Rojos y Azules, que según la historia jugaban detrás del cementerio, en la playa de Don Juancho. Los terrenos donde jugaban los pioneros jugadores caroreños se les llamaba playas, quizás por sus grandes longitudes. Oropeza llevó los implementos para jugar, y se convirtió en el fundador de la mayoría de los equipos torrenses.
Rubén Mijares, en su libro Sesenta Años del Cardenales (2002) señala que "La era del romanticismo en el béisbol caroreño, convirtió a los peloteros en artesanos beisboleros, cada uno interesado en fabricar el mejor bate o guante de la ciudad. Los guantes eran de lona y los bates de caujaro o guayabo."
Entre 1927 y 1932, el equipo más poderoso fue el popular Diablos de Carora, de quien Antonio Toñón Herrera Gutiérrez fuera el presidente, electo por los propios jugadores. Los clubes de la época eran San Félix, Bariquigua, Piratas, Bolivia, Interrogación, Bomboná, La Victoria, Brisas de Maracaibo, El Sandino, mientras más tarde se les unirían Artes Gráficas, Juvenil Yankee, y el Venezuela.
Amabilis Mendoza y Medardo Oviedo fundan los Cardenales en 1942, específicamente un 5 de noviembre, a partir de un pobre Brisas de Maracaibo, equipo que al parecer era el máximo perdedor entre los que jugaban en la tierra del Morere. Brisas de Maracaibo jugaba cerca del barrio Santo Domingo. El nombre de Cardenales le fue puesto gracias a los Cardenales de San Luis en el béisbol de Grandes Ligas. Las deudas del Cardenales crecían cada día, y era insostenible para sus fundadores, quienes en 1944, tiran la toalla y entregándole el mando del equipo a Herrera Gutiérrez, quien a la postre se quedaría con el equipo.
Cardenales gana su primer gran torneo en 1945 con un equipo dirigido por Baltasar Mujica Franco, conocido como Baltasar Franco. Las primeras figuras que jugaron bajo sus órdenes eran Ramón Ángel Cairón Rodríguez, Antonio El Chirricoda Meléndez, como pitchers, además de Nacho Rosas, Germán Mosquera, Rafael Lito Arenas, Isidoro Lolo Franco, Jonás Álvarez, Adolfo Martínez, Félix El Tuteque Chávez, Rogelío Ochoa Chaparro, entre otros.
Con ese equipo ganó el campeonato ante Buenos Aires, Torrellas y Los Choferes, en un certamen donde participaron los mejores peloteros de Carora, entre ellos el hoy presidente de Cardenales, Adolfo Álvarez Perera, para entonces centerfield del Torrellas.
Durante la temporada de 1953, el Salón de la Fama, Luis Aparicio, vistió la camiseta del Cardenales de Carora, luego de defender el shortstop en la Serie Mundial Amateur de ese año. Luego en la temporada 1972-73, Aparicio sería mánager del equipo, pero en tierra barquisimetana.
Para 1962, Toñón Herrera se arriesgó y con un conjunto muy competidor, llevó al Cardenales al profesional en la liga Occidental, ante la dificultad de entrar a la liga grande, donde destacaban los Navegantes del Magallanes y los Leones del Caracas.

### Era profesional
Para conformar un gran equipo, lo principal era el mánager, y quien mejor que Earl Weaver, el mismo que llevaría a los Orioles de Baltimore a conquistar 4 campeonatos de Liga Americana y 2 Series Mundiales, y que hoy tiene su nicho en el Salón de la Fama de Cooperstown.
La gran importación era comandada por George Stepanovich, Bill Kunkel, y el cubano nacionalizado venezolano Aurelio Monteagudo como parte de la rotación. El poder era representado por el cácher John Griffin, el camarero Mickey McGwire, y los jardineros Ray Youngdal, Barry Shetrone unidos a los criollos Gilberto Valbuena, Cecilio Prieto, Celestino Cepeda, y Darío Rubinstein.
Los mejores equipos del torneo eran Pastora (que quedó eliminado), Cardenales (que sería el subcampeón con récord de 9 y 7), y el campeón Rapiños. La siguiente temporada el Cardenales estuvo bajo la tutela del cubano Rodolfo Fernández.
Los jugadores extranjeros eran los cubanos Jacinto Hernández, Luis Tiant, y Aurelio Monteagudo, mientras que de Estados Unidos, vinieron Ken Sanders y Steve Bailey.
Cardenales estuvo escapado durante el campeonato y con récord de 14-3, fue a la final con Cabimas y los barrió, algo que decretó el fin del béisbol profesional en el Zulia, ya que anteriormente, Rapiños y Pastora abandonaron el certamen ante la superioridad notoria del Cardenales en el torneo.
El deseo de Herrera Gutiérrez se cumpliría para la temporada 65-66, ya que se produjo la primera expansión en la liga, permitiendo al Cardenales y a los Tigres de Aragua entrar como nuevos equipos en la contienda por el título.

### Era de títulos
Tiene el récord de más temporadas desde su debut en la Liga Venezolana de Béisbol Profesional para lograr un título, 25 zafras compitió para poder alzar por primera vez la copa, contrario a su pareja de debut en la expansión Tigres de Aragua, que logró el primer título en el 7.º año de debut, la temporada 1971-72 ante Los Tiburones de La Guaira. En efecto, en 1976 al disputar su primera serie final fueron despachados por los bengalíes en 7 juegos. Juego que tuvo una particularidad: No se culminó por suspensión, más por ser juego legal los felinos obtuvieron la victoria.

#### 1990-1991
25 temporadas necesitó Cardenales para alcanzar el título de campeón de la Liga Venezolana de Béisbol Profesional. Como si fuera la continuación de la final anterior, Domingo Carrasquel mantuvo a su equipo motivado, que en esencia era el mismo del 90, y contó con actuaciones individuales importantes. Cuatro abridores ganaron al menos seis juegos y Mike Timlin fue el mejor en salvados con 12. Luis Sojo repitió como campeón bate, siendo el primer criollo desde que lo hizo Víctor Davalillo en las temporadas 62-63 y 63-64, y se combinó con Alexis Infante para lograr un dúo imparable.
En la semifinal, Cardenales terminó en primer lugar igualado con los Leones del Caracas (incluyendo un juego que fue confiscado a favor de este último). Se repetía la historia, pero esta vez Cardenales era el favorito. En seis juegos, una gigantesca trifulca del pelotazo de Derek Bell y con la inspiración de Alexis Infante, Cardenales ganaría su primer campeonato. Era el premio al esfuerzo de Luis Leal, Luis Aponte, José Escobar, Juan Querecuto, Giovanni Carrara y Tobías Hernández, jugadores que habían sufrido las constantes derrotas ante los Leones. Además, fue el mejor premio para una fanaticada que soportó mil desilusiones y al fin se adueñó del primer campeonato de los Cardenales de Lara que por fin cantaron: "Somos Campeones".

#### 1997-1998

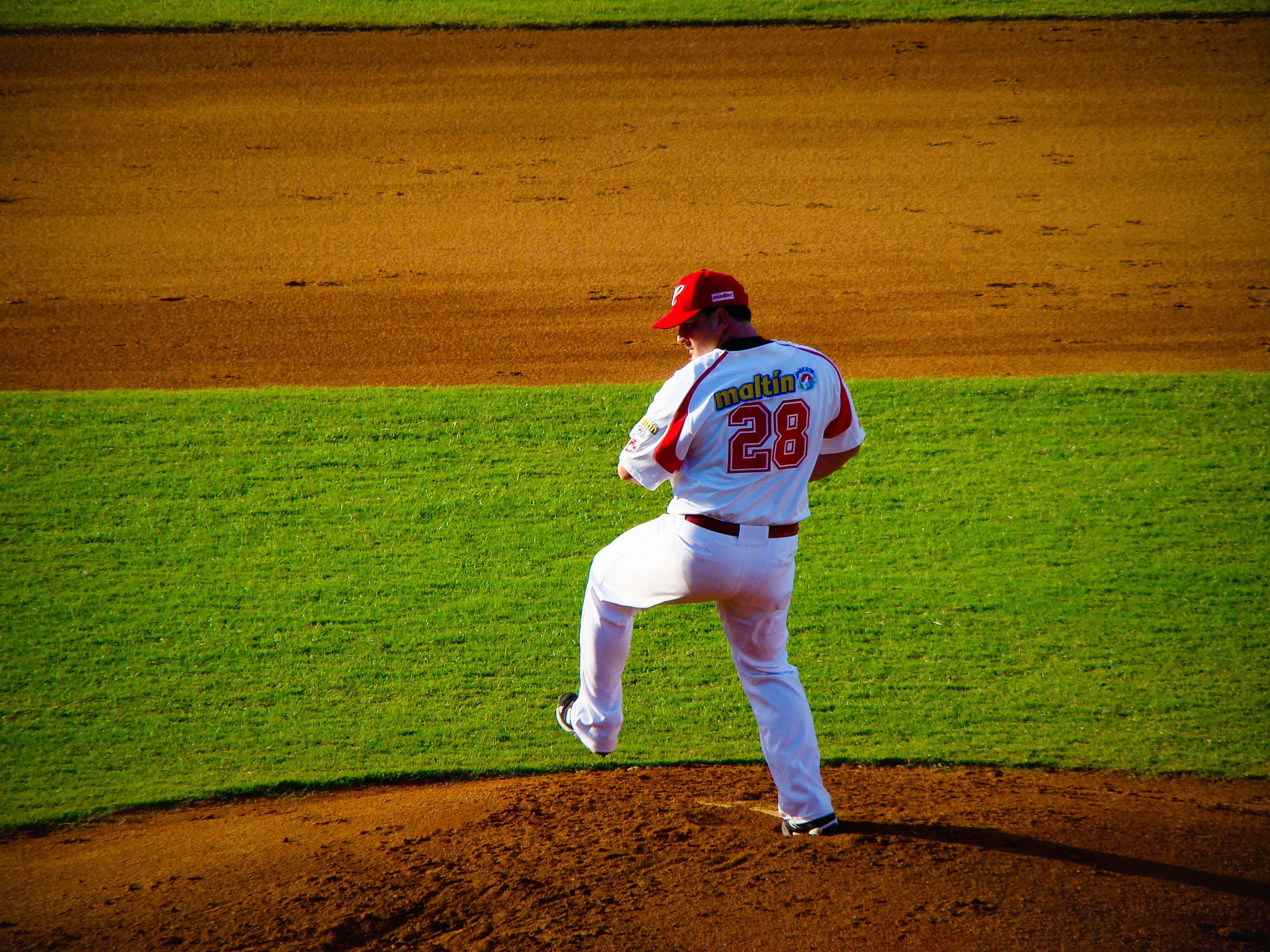
Giovanni Carrara, es una de las insignias del club.

Cardenales estaba listo para satisfacer a la afición y el mánager Omar Malavé junto a los jugadores criollos enfrentaron el reto y lograron 43 victorias, récord de la Liga en la segunda expansión. El pitcheo nativo sumó 38 triunfos, lo que constituye una marca, Beiker Graterol fue el "Pitcher del Año", Juan Rincón "Novato del Año", Steve Sinclair impuso un récord de 15 salvados para un lanzador zurdo y Giovanni Carrara fue líder en efectividad y ponches propinados. En la ofensiva se destacaron Miguel Cairo con 15 estafadas y las 37 empujadas de Robert Pérez. También fueron vitales las adquisiciones de Raúl Marcano y Alex Delgado, quienes se combinaron para 46 remolcadas. En la segunda parte del torneo, Cardenales se armó con Mark Whiten, Tim Crabtree, Scott Pose, Brian Hunter y el pitcher Roy Halladay.
En la final se vieron las caras Cardenales y Leones por sexta vez. El primer juego fue una idea de lo cerrado de la serie. Victoria del Caracas en extrainning, pero Cardenales se levantó con excelente pitcheo de Halladay en el segundo. Con la serie igualada a tres, jonrón de Robert Pérez, pitcheo de Edwin Hurtado y Kelvim Escobar, le dieron al Cardenales el placer de lograr el campeonato, derrotando a los Leones en su casa 7-3, cosa que ocurría por primera vez en un juego decisivo en la historia de los Leones y día del Cumpleaños de Edwin Hurtado.

#### 1998-1999
Conseguir un segundo título corrido fue la meta del Cardenales en la presente campaña y aunque las cosas no comenzaron bien, pues sólo se ganaron 2 de los primeros 11, el equipo terminó de primero en su división. Esto se debió a los cambios que hizo la gerencia en la importación, la cual al principio, no aportó nada a excepción de Mike Romano. En el mes de noviembre y con la clasificación complicada, Cardenales recibió a Jacob Brumfield, Robert Person y Jimmy Mann, además se incorporaron Miguel Cairo, Giovanni Carrara y Luis Sojo.
Mike Romano fue elegido "Pitcher del Año", Robert Pérez nuevamente empujó cuarenta y Giovanni Carrara se estrenó como cerrador, logrando 10 rescates en forma consecutiva. En la semifinal, Cardenales era otro elenco con Mark Whiten, Wes Chamberlain y Tom Evans. Edwin Hurtado ganó 4 en esta instancia y Carrara salvó la misma cantidad, dándole el primer lugar al equipo.
En la final, pitcheo grande de Romano y bateo de Chamberlain derrotaron a los Leones 3-4 por segundo año seguido. Romano tiró dos juegos completos por primera vez en una final desde Jim Niedlinger en 1990. Cardenales celebró el tercer título el 29 de enero de 1999.

#### 2000-2001
Ante la ausencia de Omar Malavé, la directiva del Cardenales decidió traer a un viejo conocido. Nick Leyva llegaba con la intención de cobrar revancha por el título perdido el 1 de febrero de 1996 en Barquisimeto. El club comenzó con caras nuevas y novatos como Raymond Cabrera, Luis Maza, Jesús Guzmán, entre otros, se dieron a conocer. Edwin Hurtado copó la escena al ganar 11 encuentros, tirar un no hit no run ante Águilas del 3 de diciembre de 2000 en el Estadio Luis Aparicio "El Grande" e imponer un récord de 14 victorias seguidas por un lanzador criollo. La ofensiva fue comandada por Luis Sojo, quien bateó .366 de promedio con 31 empujadas y por Luis Raven, un jugador que llegó del Pastora de Los Llanos a cambio de Marcos Sandoval y Beiker Graterol, terminando con 9 jonrones y 40 empujadas. Miguel Cairo reapareció y bateó para .308, lo mismo que Kelvim Escobar. También fue el año de la consolidación de César Iztúris. En la semifinal, el bate de Roberto Zambrano se unió al elenco, siendo clave con sus 3 jonrones y 9 empujadas. Iztúris fue el motor con average de .409 y junto a Ryan Freel, iniciaron todas las ofensivas larenses. En la serie final, Leyva tuvo el gusto de desquitarse del Magallanes y venció en 6 juegos. Miguel Cairo fue el MVP de la final. El último juego lo ganó Edwin Hurtado, respaldado por el relevo de Kelvim Escobar y un Roberto Zambrano (quien venía como refuerzo desde los Tigres de Aragua), crecido a la ofensiva y defensiva y Miguel Cairo se convirtió en el más valioso de la final.

### 2018-2019
18 años después de su último título, los Cardenales pudieron alzar su quinto campeonato de la LVBP, de la mano de José Moreno y con un equipo de grandes jugadores, los pájaros rojos arrancaron la temporada como los favoritos del torneo, esto sin dejar de mencionar el trágico accidente donde perdieron la vida dos de sus grandes jugadores, Luis Valbuena y José Castillo, a principios del mes de diciembre; que lejos de amilanar al equipo fue el combustible extra que inspiró al club para alzarse con el campeonato en honor a sus dos compañeros caídos. En la temporada regular se destacaron en la ofensiva Alejandro De Aza con .338 de average, 34 anotadas y 23 empujadas, Carlos Rivero lideró el club en empujadas con 30, Luis Valbuena también aportó poder con 7 jonrones, 22 empujadas y 26 anotadas, Rangel Ravelo con un buen average de .319 y 18 empujadas. En la receptoría con actuación sobresaliente del grandeliga Francisco Arcia, quien fue premiado como "Receptor del Año" con un average de .313 y 18 empujadas, el "Joseador del Año" para Ildemaro Vargas "Caripito", con 27 anotadas y 7 bases robadas, Jorge Martínez ganó el "Pitcher del Año" con 5 ganados y 2.26 de efectividad, Williams Pérez destacó con sus 6 ganados y sólida efectividad de 2.67, Néstor Molina con 3 ganados efectividad de 2.15, el "Setup del Año" fue para Ricardo Gómez, el cerrador Ryan Kelly destacó con sus 15 salvados y 1.30 de efectividad. Para la postemporada Cardenales se reforzó con Willians Astudillo, Alí Castillo y Herlis Rodríguez quienes blindaron aún más la fuerte ofensiva del conjunto crepuscular, que combinados con un sólido pitcheo abridor y relevista (ERA 2.25 Semifinales y 2.05 en la Final) y comandados por un inspirado Juniel Querecuto quien con un average de .611 y 11 empujadas lo hizo merecedor del jugador más valioso en la Serie Final contra los Leones del Caracas derrotandolos en 5 juegos (4-1).

### 2019-2020
Alcanza el 27 de enero de 2020 el sexto campeonato en su historia y segundo consecutivo, al derrotar en un reñido y emocionante séptimo juego de la Gran Final, a los Caribes de Anzoátegui con pizarra de 4 carreras a 2, siendo el jugador más valioso de esa final, el Jardinero Central, Yordanys Linares. La temporada en Venezuela comenzó muy atípica debido al veto de la MLB contra la LVBP en la que los jugadores afiliados al sistema Major League Baseball (MLB) no podían jugar en Venezuela. También por esto la temporada regular fue acortada de 63 a 42 juegos, aun así todos los equipos se armaron como pudieron de otras ligas para ser competitivos y brindar un bonito espectáculo. Los Cardenales, por su parte, tuvieron que reestructurar el equipo con muchos jugadores nuevos, varios de ellos nunca habían jugado en el país. Ese veto se levantó al finalizar la temporada regular. Entre los rostros nuevos que llegaron al equipo se destacaron Osman Marval, con AVG de .329 y líder en empujadas del club con 31 en la regular y líder con 13 en semifinales, Yordanys Linares, con 28 anotadas y líder en bases robadas con 11 en la regular, así como líder en anotadas con 14 y bases robadas con 5 en semifinales y AVG .455, también líder en la Final en empujadas con 6. Welington Dotel (ya había jugado en una temporada previa) con AVG de .316, 25 empujadas y 28 anotadas, Jonathan Galvez, 4 jonrones y 22 empujadas, el abridor Angelo Palumbo con ERA de 1.87. De los jugadores nativos destacaron Yojhan Quevedo, líder del club en AVG con .372, Yonathan Mendoza, AVG de .308, Josmar Cordero, AVG de .333 (de gran valía en la Final), Carlos Rivero que despertó con batazos importantes en la Final, los lanzadores Néstor Molina con 6 ganados y Raúl Rivero con ERA de 2.37, Vicente Campos con sólida efectividad de 0.33, Ricardo Gómez, ERA de 2.61, Williams Pérez, ERA de 1.04 en semifinales, Pedro Rodríguez, con 2 ganados en postemporada, Jesús Sánchez, ERA de 2.74 y Osmer Morales, ERA de 2.95.

### 2020-2021
En una temporada realmente afectada por la pandemia del COVID-19, Cardenales terminó con récord de 26-16, siendo el mejor de la ronda regular. En las semifinales, Cardenales con algunos problemas logra vencer a Tigres de Aragua en 7 juegos, pero en la Serie Final fueron derrotados por los Caribes de Anzoátegui en los 4 desafíos, siendo ésta la segunda final entre ambas novenas y también la primera serie decisiva en ser barrida desde la temporada 1992-1993.

### 2023-2024
En la temporada 2023-24, Cardenales anuncia a Henry Blanco como nuevo estratega, los pájaros rojos disputaron el liderato de la temporada con los Leones del Caracas hasta la última jornada de la ronda eliminatoria, terminando como líderes con récord de 33-23, siendo el mejor récord de la ronda regular. En el Round Robin, a pesar de un inicio flojo, Cardenales logró avanzar a la gran final al quedar segundo con foja de 10-6, enfrentándose por primera vez en la historia a los Tiburones de la Guaira, con el conjunto litoral llevándose su primer título desde la temporada 1985-86 tras vencer a los crepusculares en cinco desafíos.

### 2024-2025
En la temporada 2024-25, los pájaros rojos ratificaron una vez más a Blanco como estratega. Cardenales, al igual que en la temporada anterior, quedaron primeros en la ronda regular con récord de 33-23 donde clasificaron al Round Robin el día 15 de diciembre del 2024 tras vencer a los Tiburones de la Guaira 4 carreras por 0. Ya en la semifinal, el equipo barquisimetano venció en sus seis primeros juegos para asumir un liderato tempranero y así clasificar a la gran final por segundo año consecutivo, llegando a enfrentarse por primera vez en la historia a los Bravos de Margarita, equipo que había clasificado a su primera final. Bravos venció en los dos primeros juegos en Barquisimeto, y la serie se trasladó a la Isla de Margarita donde Bravos venía dispuesto a coronarse campeón con la serie a su ventaja 2-0. Sin embargo, Cardenales logró ganar los dos siguientes partidos para igualar la serie para luego ganar en el quinto desafío y regresar al estadio Antonio Herrera Gutiérrez con la serie a su favor. El séptimo título en la historia de la franquicia llegó el 26 de enero de 2025 cuando los Cardenales de Lara vencieron en el sexto y último desafío a los Bravos de Margarita con marcador final de 9 carreras por 0.

## Estadio
El estadio Antonio Herrera Gutiérrez es una infraestructura deportiva ubicada en el oeste de la ciudad capital del estado Lara, Barquisimeto, en la región centro occidental de Venezuela, inaugurado el 26 de noviembre de 1968 y originalmente se llamaba "Estadio de Barquisimeto". Llaneros de Acarigua arruinó la inauguración del Estadio de Barquisimeto ante los Cardenales de Lara 4-5. Desde 1991, el alcalde Raúl Colmenares adoptó su nombre Don Antonio Herrera Gutiérrez en honor a quien fundara el equipo del cual es sede desde 1969. Tiene una capacidad estimada para unos 22.000 espectadores, que lo convierte en uno de los estadios de béisbol más grandes del país, además posee estacionamiento, restaurante, zona VIP entre otras comodidades.

#### Estadios similares
En la ciudad de Carora existe un estadio denominado igualmente "Antonio Herrera Gutiérrez". Actualmente este estadio es usado para equipos de segunda división de campeonatos locales de béisbol, si bien fue en este estadio donde inició sus actividades el equipo Cardenales de Lara. Hasta 2001 fungió como sede alternativa del equipo.

## Jugadores y cuerpo técnico

### Distinciones individuales por Temporadas
| Premio                          | Ganador | Temporada                                                                               |
| Jugador más valioso             | - Cecil Fielder - Luis Sojo - William Cañate - Luis Sojo - Robert Pérez - Tom Evans - Robert Pérez                                                                                   | - 86-87 - 89-90 - 92-93 - 93-94 - 95-96 - 05-06 - 06-07                                 |
| Pitcher del Año                 | - Oswald Peraza - Antonio Castillo - Beiker Graterol - Mike Romano - Edwin Hurtado - Jeff Farnsworth - Edwin Hurtado - Raúl Rivero - Raúl Rivero - Jorge Martínez - Jackson Stephens | - 87-88 - 92-93 - 97-98 - 98-99 - 00-01 - 01-02 - 03-04 - 15-16 - 16-17 - 18-19 - 21-22 |
| Novato del Año                  | - Carlos Santeliz - William Ereú - Luis Sojo - Benigno Placeres - Robert Pérez - Juan Rincón - Luis Ugueto - Jermaine Palacios                                                       | - 67-68 - 78-79 - 86-87 - 87-88 - 89-90 - 97-98 - 01-02 - 21-22                         |
| Regreso del Año                 | - Luis Aponte - Andrés Espinoza - Oswald Peraza - Robert Pérez - Tom Evans | - 85-86 - 89-90 - 90-91 - 06-07 - 09-10                                                 |
| Productor del Año               | - Cecil Fielder - Asdrubal Estrada - Alex González - Robert Pérez - Tom Evans - Robert Pérez - Tom Evans - Luis Jiménez - Luis Jiménez - Rangel Ravelo                               | - 86-87 - 89-90 - 93-94 - 02-03 - 05-06 - 06-07 - 09-10 - 10-11 - 11-12 - 15-16         |
| Cerrador del Año                | - Luis Aponte - Kenny Robinson | - 89-90 - 96-97                                                                         |
| Setup del Año                   | - Ricardo Gómez - Yapson Gómez | - 18-19 - 22-23                                                                         |
| Mánager del Año                 | - José Moreno | - 20-21                                                                                 |
| Receptor del Año                | - Anderson De La Rosa - Gabriel Lino - Francisco Arcia | - 13-14 - 15-16 - 18-19                                                                 |
| Jugador Más Valioso de la Final | - Mike Romano - Miguel Cairo - Juniel Querecuto - Yordanys Linares - Ildemaro Vargas                                                                                                 | - 98-99 - 00-01 - 18-19 - 19-20 - 24-25                                                 |
| Joseador del Año                | - Ildemaro Vargas | - 18-19                                                                                 |

## Números retirados
| Luis Valbuena 2B Retirado 7 de diciembre de 2019 | Luis Sojo 2B 5 de noviembre de 2013                      | Domingo Eloy Carrasquel M Retirado 11 de octubre de 2014 | Luis Aparicio SS Retirado 1974          | César Tovar IF Retirado 1995 | Alexis Infante 2B Retirado 1996 22 de diciembre de 2013 | Carlos Santeliz SS Retirado 1967                                           | Afonzo "Patón" Carrasquel SS Retirado 2005 | José Castillo 1B LF Retirado 2019 |
| Antonio Castillo P Retirado 1999                 | Giovanni Carrara P Retirado 2009 22 de diciembre de 2013 | Tom Evans 3B Retirado 2013                               | Edwin Hurtado P 22 de diciembre de 2013 | Luis Aponte P Retirado 1990  | Luis Leal P Retirado 1991                               | Robert Pérez OF BD Retirado 14 de diciembre de 2014 3 de diciembre de 2021 |                                            |                                   |

## Palmarés

### Títulos nacionales
Liga Venezolana de Béisbol Profesional (7):
7 Títulos Locales
- 1990-91: vs Leones del Caracas (Serie 4 - 2) Mánager: Domingo Carrasquel
- 1997-98: vs Leones del Caracas (Serie 4 - 3) Mánager: Omar Malavé
- 1998-99: vs Leones del Caracas (Serie 4 - 2) Mánager: Omar Malavé
- 2000-01: vs Navegantes del Magallanes (Serie 4 - 2) Mánager: Nick Leyva
- 2018-19: vs Leones del Caracas (Serie 4 - 1) Mánager: José Moreno
- 2019-20: vs Caribes de Anzoátegui (Serie 4 - 3) Mánager: Luis Ugueto
- 2024-25: vs Bravos de Margarita (Serie 4 - 2) Mánager: Henry Blanco

13 Sub-campeonatos de Liga
- 1975-1976: vs Tigres de Aragua (Serie 4 - 3)
- 1979-1980: vs Leones del Caracas (Serie 4 - 1)
- 1980-1981: vs Leones del Caracas (Serie 4 - 0)
- 1981-1982: vs Leones del Caracas (Serie 4 - 1)
- 1983-1984: vs Águilas del Zulia (Serie 4 - 1)
- 1989-1990: vs Leones del Caracas (Serie 4 - 3)
- 1995-1996: vs Navegantes del Magallanes (Serie 4 - 3)
- 2007-2008: vs Tigres de Aragua (Serie 4 - 2)
- 2012-2013: vs Navegantes del Magallanes (Serie 4 - 3)
- 2016-2017: vs Águilas del Zulia (Serie 4 - 1)
- 2017-2018: vs Caribes de Anzoátegui (Serie 4 - 2)
- 2020-2021: vs Caribes de Anzoátegui (Serie 4 - 0)
- 2023-2024: vs Tiburones de La Guaira (Serie 4 - 1)

### Torneos amistosos
- Serie de las Américas:
  - Subcampeón (1): 2015.